# Fanny Alving
Fanny Maria Alving, född Lönn 23 oktober 1874 i Ytterselö i Södermanland, död 2 juni 1955 i Stockholm, var en svensk författare.

## Biografi
Fanny Alving var dotter till sjökaptenen August Lönn i Stallarholmen och Erika Charlotta Persdotter Jonsson. Efter studier på Palmgrenska samskolan i Stockholm tog hon studentexamen 1893. Därefter var hon anställd som kontorist, först på grekiska konsulatet i Malmö 1894–1895 och därefter på Lindens teater- och konsertbyrå 1895–1898. Hon företog åtskilliga resor till kontinenten, Norge och Danmark.
Alving var gift 1898–1905 med byrådirektör Sven Norrman och 1906 omgift med lektor filosofie doktor Hjalmar Alving, med vilken hon fick dottern Barbro Alving.

## Signaturer
- Medarbetare i Strix under signaturen Maja X.
- Romanförfattare under pseudonymen Ulrik Uhland.